# Boloria ignita
Boloria ignita är en fjärilsart som beskrevs av Krzywicki 1963. Boloria ignita ingår i släktet Boloria och familjen praktfjärilar. Inga underarter finns listade i Catalogue of Life.